# Home (album, Procol Harum)
Home je čtvrté studiové album anglické skupiny Procol Harum. Vydáno bylo v červnu roku 1970 společnostmi Regal Zonophone Records (UK) a A&M Records (USA) a jeho producentem byl Chris Thomas. V hitparádě UK Albums Chart se umístilo na 49. příčce. Oproti předchozímu albu A Salty Dog (1969) byla tato deska nahrána v nové sestavě. Na albu již nehráli varhaník Matthew Fisher a baskytarista David Knights. Oba nástroje zde obstarával nový člen Chris Copping.

## Seznam skladeb
| Pořadí | Název                      | Autor                    | Délka |
| ------ | -------------------------- | ------------------------ | ----- |
| 1.     | Whisky Train               | Robin Trower, Keith Reid | 4:31  |
| 2.     | The Dead Man's Dream       | Gary Brooker, Reid       | 4:46  |
| 3.     | Still There'll Be More     | Brooker, Reid            | 4:53  |
| 4.     | Nothing That I Didn't Know | Brooker, Reid            | 3:38  |
| 5.     | About to Die               | Trower, Reid             | 3:35  |
| 6.     | Barnyard Story             | Brooker, Reid            | 2:46  |
| 7.     | Piggy Pig Pig              | Brooker, Reid            | 4:47  |
| 8.     | Whaling Stories            | Brooker, Reid            | 7:06  |
| 9.     | Your Own Choice            | Brooker, Reid            | 3:13  |

## Obsazení
- Chris Copping – varhany, baskytara
- B. J. Wilson – bicí
- Robin Trower – kytara
- Gary Brooker – klavír, zpěv